# Misericordiae vultus
Misericordiæ Vultus (česky Tvář milosrdenství) je bula papeže Františka, kterou publikoval v Římě dne 11. dubna 2015, ve třetím roce svého pontifikátu. Týká se mimořádného Svatého roku Božího milosrdenství v roce 2015. Jedná se o v pořadí 348 bulu papeže Františka.